# Камара на депутатите
Камара на депутатите е наименованието на долната камара на законодателния орган (парламент) с две камари (горната камара се нарича Сенат), на някоя от следните държави:
| Държава                | Местно наименование                                        |
| Аржентина              | Cámara de Diputados                                        |
| Бахрейн                | Majlis an Nuwab                                            |
| Боливия                | Cámara de Diputados                                        |
| Бразилия               | Câmara dos Deputados                                       |
| Чили                   | Cámara de Diputados                                        |
| Чехия                  |                                                            |
| Доминиканска република | Cámara de Diputados                                        |
| Хаити                  | Chambre des Députés                                        |
| Италия                 | Camera dei Deputati                                        |
| Йордания               |                                                            |
| Мексико                | Cámara de Diputados                                        |
| Нидерландия            | Втора камара (Сенатът се нарича Първа камара)              |
| Парагвай               | Cámara de Diputados                                        |
| Румъния                | Camera Deputaţilor                                         |
| Руанда                 | Umutwe w'Abadepite Chambre des Députés Chamber of Deputies |

Камара на депутатите е еднокамарен парламент в следните държави:
| Държава    | Местно наименование                                                  |
| Ливан      | Assemblée Nationale (Национална Асамблея) / مجلس نواب (Majles Nuweb) |
| Люксембург | Chambre des députés                                                  |

От историческа гледна точка, Камара на депутатите (на френски: Chambre des députés) е била долната камара на парламента на Третата Френска Република; името е използвано неформално за Националната асамблея на Франция при Петата Френска република. Това е било и официалното название на Dáil Éireann (долната камара на ирландския парламент по време на Свободната Ирландска държава. Други имена, използвани за долната камара при двукамарен парламент са: Камара на комуните, Камара на представителите, Национално събрание.